# Isaac W. Sprague
Isaac William Sprague (21 de mayo de 1841-5 de enero de 1887) fue un artista de circo conocido como “El esqueleto humano viviente”.

## Biografía
Nació el 21 de mayo de 1841 en East Bridgewater (Massachusetts), hijo de un zapatero.
Aunque fue normal durante su infancia, Sprague empezó a perder peso a los 12 años, cuando se sintió mal después de un día en la piscina. Alarmados, sus padres lo llevaron a los mejores médicos que encontraron, los que, desconcertados, tampoco supieron a qué podía deberse, pues su apetito era normal y comía bien. Tuvo que dejar de ayudar a su padre en el taller y luego abrió una tienda, pero al fin hubo de admitir que no tenía fuerzas para trabajar. En 1865, durante una visita a un carnaval local, el promotor le ofreció emplearlo y se unió al elenco de una compañía de circo, convirtiéndose en “El esqueleto viviente” o “El auténtico hombre delgado”. Al año siguiente, P.T. Barnum contrató a Sprague para trabajar en el recién reabierto American Museum. Sprague recordaba así su encuentro: "El Señor Barnum se paró muy cerca de mi y le oí decirle a su agente: Este hombre tan magro, ¿dónde lo has asustado?" Allí se exhibió a cambio de 80 dólares semanales hasta 1868, cuando el edificio ardió. Sprague casi no salió vivo del incendio.
Se retiró y se casó pero unas malas decisiones financieras le llevaron de nuevo con Barnum, que lo contrató para varias giras. Pero sus problemas económicos, y una posible adicción al juego, lo llevaron a morir el 5 de enero de 1887, de asfixia, en la más absoluta pobreza, en Chicago (Illinois).
A los 44 años medía 167 centímetros y pesaba sólo 19 kilos. A pesar de los numerosos exámenes médicos que le realizaron en vida, su condición nunca pudo ser identificada, catalogándolo como "un caso extremo de atrofia muscular progresiva". Como resultado, en sus últimos años Isaac debía comer constantemente, y era bien sabido que llevaba al cuello un frasco con leche azucarada del que bebía de vez en cuando para mantenerse consciente.
Él fue el primer Esqueleto Viviente, fenómeno que desde Sprague serían solicitados en los espectáculos de rarezas, barracas de feria y circos, la mayoría hombres con raras enfermedades músculo-esqueléticas o metabólicas. De hecho, entre 1900 y 1950 no sería raro para atraer la atención del público, organizar falsas bodas entre Mujeres Gordas y Esqueletos Vivientes.

## Vida personal
Se casó con Minnie Thompson y con ella tuvo tres hijos normales.